# Luna amară (film)
Luna amară (titlul original: în engleză Bitter Moon) este un film de dramă psihologică coproducție franco-britano-americană, realizat în 1992 de regizorul Roman Polanski, după romanul din 1981 Luni de fiere al scriitorului Pascal Bruckner, protagoniști fiind actorii Hugh Grant, Kristin Scott Thomas, Emmanuelle Seigner și Peter Coyote. 

## Rezumat
Cuplul britanic Fiona și Nigel fac o călătorie cu un vas de croazieră în Marea Mediterană în drum spre India, unde îl întâlnesc pe paraplegicul american Oscar și pe soția lui franceză, Mimi. Provocatoarea Mimi îi trezește rapid interesul lui Nigel  care acceptă oferta lui Oscar de a-i spune povestea ei.
Oscar, un american de vârstă mijlocie, s-a mutat la Paris pentru a se impune ca scriitor după mai multe eșecuri. Într-o zi, într-o plimbare cu autobuzul, o întâlnește pe adolescenta dansatoare Mimi. După un timp o întâlnește din nou într-un restaurant unde lucrează ca chelneriță. Cei doi încep o poveste de dragoste pasională, dar după o scurtă perioadă de timp Mimi devine plictisitoare și în cele din urmă chiar stresantă pentru Oscar. Pentru a contracara acest lucru, cei doi încearcă, de asemenea, sclavia și sadomasochismul în jocurile lor amoroase. Când Oscar se desparte de ea, Mimi se întoarce la el, implorându-l că nu poate trăi fără el și vrea să rămână cu el cu orice preț. Oscar este de acord, dar o tratează urât și o umilește în public pentru a scăpa de ea. Când rămâne însărcinată de el, el îi spune clar că ar fi un tată rău. Mimi a avortat. Când își revine, Oscar îi oferă împreună o călătorie în Caraibe, dar părăsește avionul cu puțin timp înainte de decolare.
Oscar se lansează în viața de noapte din Paris și are nenumărate aventuri de o noapte în următorii doi ani, până când este rănit într-un accident de circulație. Mimi s-a întors acum și îl vizitează pe neașteptate la spital. Ea îl aruncă jos din pat pe Oscar, care este fixat având un picior rupt, paralizându-l de la brâu în jos. Oscar este acum într-un scaun cu rotile și depinde complet de ajutorul ei. Mimi începe acum să se răzbune pe el. Între ei se dezvoltă o luptă pentru putere, jocurile neputinței trecând uneori granițele tabu, cum ar fi Mimi făcând dragoste în apropierea lui Oscar. De ziua lui, când este afectat de gânduri sinucigașe, Mimi îi dă un pistol. În ciuda tuturor, Oscar și Mimi par să depindă unul de celălalt și în cele din urmă se căsătoresc.
Fiona și Nigel, inițial doar spectatori, se implică din ce în ce mai mult. În ciuda poveștilor și avertismentelor lui Oscar, Nigel o dorește și mai mult pe Mimi și dansează cu ea la o petrecere de Revelion. Fiona, care a fost chemată de Oscar, urmărește scena. Ea este dezamăgită de Nigel și acum dansează ea însăși cu Mimi, iar ele devin mai apropiate. Când marea devine din ce în ce mai furtunoasă, petrecerea se termină prematur. Fiona pleacă de la petrecere cu Mimi. Frustrat, Nigel se retrage în cabina lui pentru a se îmbăta. Când se trezește mai târziu singur, se uită îngrijorat după Fiona. O găsește pe Fiona în cabina lui Oscar, dormind goală lângă Mimi. Oscar îi spune că le-a văzut pe cele două femei făcând sex pasional. Nigel se enervează și îl apucă de gât pe Oscar, dar acesta îndreptă o armă spre el. Oscar îl dă drumul lui Nigel, o împușcă pe Mimi adormită și apoi se sinucide cu un glonț în gură. În timp ce cele două cadavre sunt scoase de pe navă, Fiona și Nigel se îmbrățișează, zguduiți de incident.

## Distribuție
- Hugh Grant – Nigel Dobson
- Kristin Scott Thomas – Fiona Dobson
- Emmanuelle Seigner – Micheline Bouvier zisă Mimi
- Peter Coyote – Oscar Benton
- Luca Vellani – Dado
- Victor Banerjee – dl. Singh
- Sophie Patel – Amrita Singh
- Stockard Channing – Beverly (nemenționată)
- Patrick Albenque – stewardul
- Claude Bonnet – primarul
- Nathalie Galan – fata din magazin
- Jean-Yves Chalangeas – managerul hotelului (nemenționat)
- Boris Bergman – prietenul lui Oscar
- Olivia Brunaux – Cindy

## Literatură
- Bruckner, Pascal, Luni de fiere, București, 1991: Editura Babel, 240 pag., ISBN 973-48-1005-7;